# Morski Park Narodowy Alonisos-Sporady Północne
Morski Park Narodowy Alonisos-Sporady Północne (gr. Εθνικό Θαλάσσιο Πάρκο Αλοννήσου Βορείων Σποράδων, ΕΘΠΑΒΣ) – najstarszy w Grecji i największy morski park narodowy w Europie znajdujący się w Sporadach Północnych na Morzu Egejskim. Został utworzony w 1992 roku. Jego obszar wynosi 2 220 km². Poza obszarem morskim park obejmuje wyspę Alonisos, sześć mniejszych wysp (Peristera, Kira Panaja, Giura, Psatura, Piperi i Skandzura), a także 22 niezamieszkane wysepki. 

## Flora i fauna
Wyspy są porośnięte lasami iglastymi (przede wszystkim sosnowymi) i makią. Na terenie parku żyje wiele gatunków ryb (około 300), ptaków (ponad 80), gadów i ssaków. Znajduje się tu największa kolonia, zagrożonej wyginięciem, mniszki śródziemnomorskiej (Monachus monachus). Typowymi zwierzętami występującymi w parku są: koralowce, sokoły skalne, różne gatunki mew, kormorany zwyczajne i kozy bezoarowe. W morzu żyją delfiny zwyczajne i delfinki pręgobokie, a także kaszaloty spermacetowe i zyfie gęsiogłowe.

## Klimat
Klimat śródziemnomorski charakteryzujący się wilgotnymi zimami i suchymi latami. Średnia roczna temperatura wynosi 17 °C, a średnia roczna opadów 515 mm.